# Mystaria rufolimbata
Mystaria rufolimbata es una especie de araña cangrejo del género Mystaria, familia Thomisidae.

## Distribución
Esta especie se encuentra en África: Sierra Leona, Camerún, Costa de Marfil, Congo, Gabón, Mozambique y Sudáfrica.

## Taxonomía
Fue descrita por Simon en 1895.
Tratamiento taxonómico
La especie aparece registrada y publicada en Histoire naturelle des araignées. Deuxième édition, tome premier. Roret, Paris pp. 761–1084.